# Денежная реформа Кепека

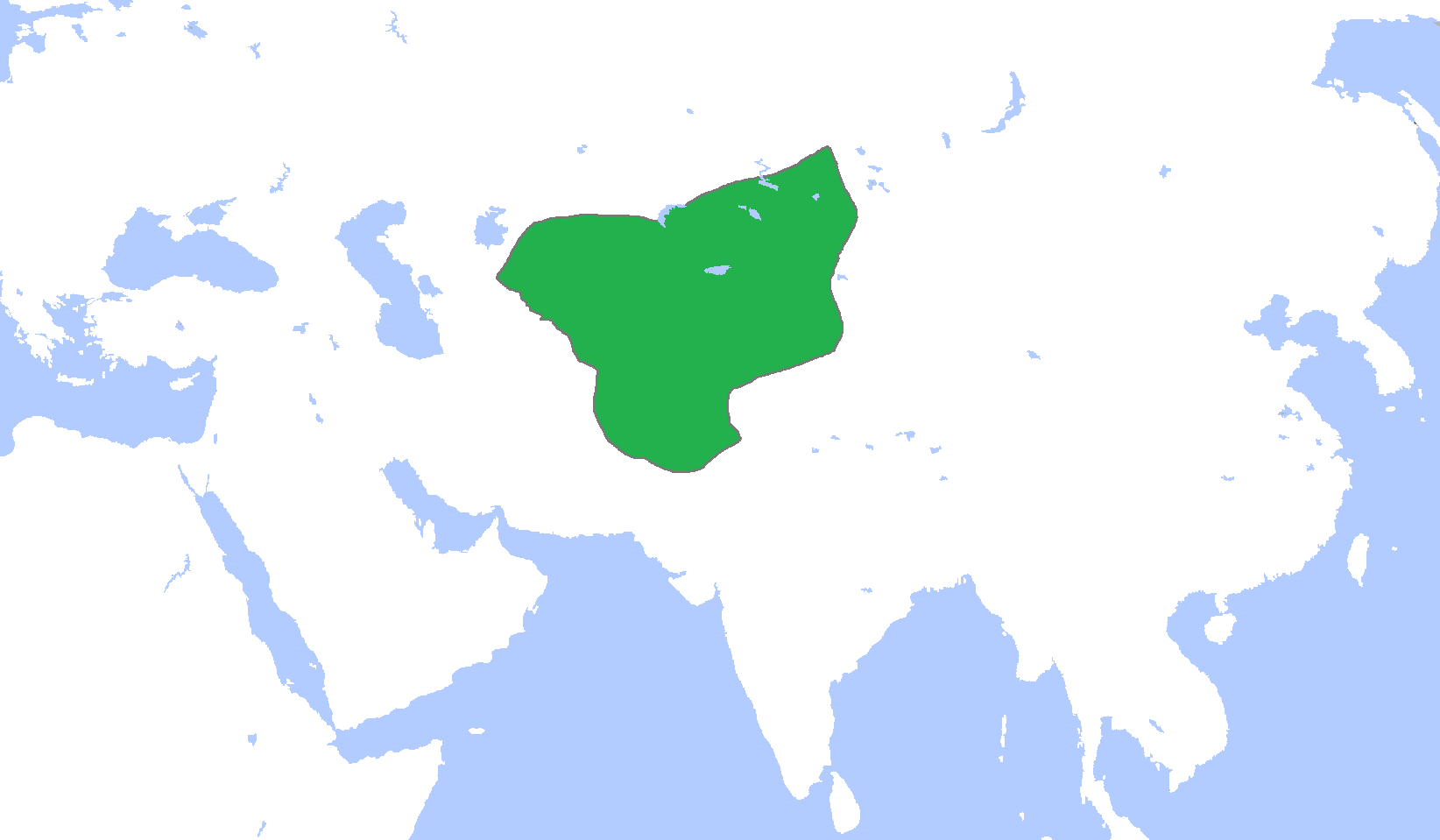
Чагатайский улус в XIV веке

Денежная реформа Кепека произошла в 1321 году в Мавераннахре и заключалась в установлении на территории государства Чагатаидов единой монетной системы, основанной на серебряном стандарте, с чеканкой монеты только от имени великого хана. Названа по имени Кебек-хана, правившего в Чагатайском улусе с 1318 по 1326 год.

## Ход реформы

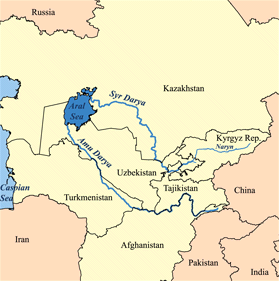
Карта Мавераннахра

В начале XIV века, до реформы Кебека, монеты в Чагатайском улусе чеканились на нескольких монетных дворах несколькими местными ханами по разным стандартам. При этом монеты были анонимными, что создавало почву для злоупотреблений, в частности, занижения веса чеканившихся монет в сравнении со стандартом. Кебек решил прекратить анархию в денежном обращении, взяв за образец реформу Газан-хана, ильхана соседнего государства Хулагуидов. Без ликвидации мелких ханств Кебек начал вводить единую монетную систему — монеты одной пробы и весового стандарта, но в его правление нововведения коснулись только двух монетных дворов в центральных вилайетах государства — в Бухаре и Самарканде. Дальнейшее развитие реформа получила в правление Тармаширина, брата Кебека, правившего в 1326—1334 годах, поэтому историк Петров П. Н. считает, что более справедливым было бы называть эту реформу именами двух ханов — Кебека-Тармаширина.
В основу реформированной денежной системы был положен серебряный дирхам весом около 1,34 г, ставший фракцией динара — его 1⁄6 частью. Дирхамы после реформы Кебека не чеканились. Динары чеканились в серебре с весом, близким к золотому — в 8 г.
Внешний вид динаров разнообразен, но их общей отличительной чертой является Ф-образная чагатайская тамга на горизонтальной линии, а также разделительный знак в виде кружка с двумя лепестками по краям, нанизанных на горизонтальную черту. Легенды чагатаидских монет разные. Например, на самаркандских динарах чеканилась надпись: «монета защищенного Самарканда», на термезских — «чеканка города мужей Термеза». В отличие от дореформенной чеканки регулярно указывается год выпуска.

## Последствия реформы

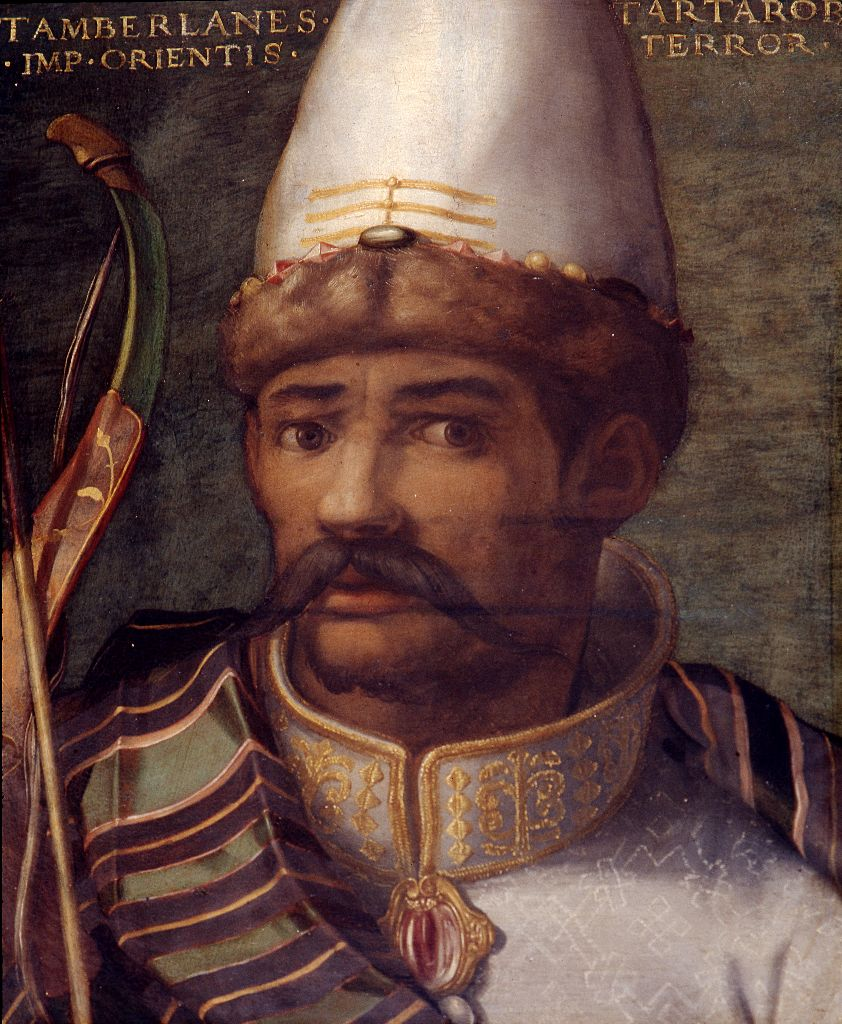
Хан Чагатайского улуса Тармаширин Ала-ад-Дин (1331—1334)

По оценке историков, реформа Кебека была прогрессивным шагом, сыгравшим положительную роль в развитии средневековой государственности Мавераннахра. Она легла в основу проведённой в 1333—1334 годах ильханом Абу Саидом денежной реформы в Государстве Хулагуидов. После реформы Абу Саида туманы и дирхемы «кебеки» впоследствии долго использовались как счётные единицы в Иране и Азербайджане. Они входили в монетные системы династий Джалаиридов, Тимуридов и Кара-Коюнлу. Во времена денежной реформы Мухаммеда Шейбани в Бухарском ханстве (1507 год) серебряный динар обозначался термином «динар кебеки».
Кроме того, некоторые ученые, вслед за главным хранителем нумизматических ценностей Эрмитажа Алексеем Марковым (1854—1929), связывают происхождение названия русской копейки от имени этого хана.